# Jungfer, Sie gefällt mir
Jungfer, Sie gefällt mir ist eine deutsche Literaturverfilmung der DEFA von Günter Reisch aus dem Jahr 1969. Sie beruht auf Motiven des Lustspiels Der zerbrochne Krug von Heinrich von Kleist.

## Handlung
Ein kursächsisches Dorf im Jahr 1792: Während die Preußen gegen Frankreich ziehen, findet im Dorf die Heuernte statt und die resolute Marthe ist wenig erfreut, ihre Tochter Ev mit dem Dorfschmied Ruprecht im Heu zu erwischen. Bevor sie Ruprecht schlagen kann, wird sie jedoch zu einer plötzlichen Geburt gerufen. Kurze Zeit später erhebt Dorfrichter Adam spontan eine Steuer auf das Trinken und Tanzen und absolviert den ersten bezahlten Tanz mit Ev, die er gern in seinem Bett sähe. Um sein Ziel zu erreichen, eröffnet er ihr, dass er in der nächsten Zeit einige junge Männer des Dorfes für den mehrjährigen Arbeitseinsatz in den Kolonien auszuwählen habe und dass Ruprecht durch Evs „Hilfe“ diesem Schicksal entgehen könnte.
In der Nacht erwartet Ev eigentlich Ruprecht in ihrer Kammer. Stattdessen ersteigt Adam die Leiter und bedrängt die sich wehrende Ev. Ruprecht wiederum hat einen fremden Mann auf seiner Leiter in Evs Kammer verschwinden sehen und steigt ihm nach. In Evs Kammer kommt es zum Handgemenge. Schließlich zertrümmert Ruprecht einen Krug auf dem Schädel des fremden Eindringlings, der unerkannt fliehen kann. Adam verliert auf der Flucht seine Perücke in einem Schweinestall und kehrt lädiert in seine Stube zurück. Ruprecht wiederum erklärt vor der empörten Marthe, dass er mit der „Metze“ Ev nichts mehr zu tun haben will. Marthe beschließt am nächsten Tag – zufällig Gerichtstag – Ruprecht der Krugzerstörung anzuklagen.
Adam erwacht am nächsten Morgen nur kurz und beschließt, aufgrund heftiger Kopfschmerzen, diverser Verletzungen und seiner verschwundenen Perücke den Gerichtstag ausfallen zu lassen. Er liegt schon wieder schlafend im Bett, als sich Justizrat Walter mit seiner Frau Annabella ankündigen lässt. Während Walter bei Adam eine Revision vornehmen will, hat Annabella sofort ein Auge auf Ruprecht geworfen, versucht jedoch vergeblich, ihn zu verführen. Adam hat sich angesichts des Justizrats und des heimlich frohlockenden Schreibers Licht, der Adam zu gerne als Dorfrichter ablösen will, aus dem Bett begeben und wird am nächsten Tag Gericht halten. Der enttäuschte Ruprecht plant hingegen, sich freiwillig in die preußische Armee zu begeben, und erhält von Adam ein Empfehlungsschreiben. Er trifft auf Licht, der in der Stadt des Regiments die neue Perücke Adams abholen will. Gemeinsam werden sie in der Stadt zum Regiment eingezogen. Der Empfehlungsbrief Adams wird laut verlesen und offenbart, dass Adam in der Nacht bei Ev war und er nun hofft, Ev allein für sich haben zu können. Ruprecht und Licht fliehen aus der Stadt und kehren in ihr Dorf zurück, wo Marthe die wahren Umstände erfährt. In der Gerichtsverhandlung klagt sie Adam an, kann jedoch keine Beweise vorbringen. Am Ende wird Ruprecht wegen Beamtenverletzung angeklagt und eingesperrt. Licht wurde unterdessen auch ins Gefängnis geworfen.
Es kommt zu kleineren Verwicklungen und schließlich erscheinen preußische Soldaten im Dorf, die nach den Deserteuren Licht und Ruprecht suchen. Sie erkennen in Adam einen früheren Zahlmeister ihrer Truppe, der das meiste Geld veruntreute und am Ende mit der Regimentskasse geflohen ist. Adam soll nun aufgehängt werden, während Ruprecht und Licht zurück zur Truppe geholt werden sollen. Am Ende tauschen Adam und Ruprecht ihre Kleider. Adam ist zurück bei seiner früheren Truppe, die ihm die Veruntreuung verzeiht. Da Adam begnadigt wird, kann auch der als Adam verkleidete Ruprecht zu seiner Ev zurück. Nur Kantor und Schreiber Licht ist der Leidtragende: Er muss nun bei den Preußen kämpfen und wünscht sich, Theologie studiert zu haben.

## Produktion
Jungfer, Sie gefällt mir wurde 1968 unter dem Arbeitstitel Nachts sind alle Kater grau gedreht. Einzelne Szenen entstanden auf dem Görlitzer Untermarkt. Der Film erlebte am 20. März 1969 im Berliner Kino International sowie im Kosmos seine Premiere.
Der Film beruht auf Motiven des Kleistschen Lustspiels Der zerbrochne Krug, machte aus dem Stück hingegen eine „derbe Bauernposse“.

## Kritik
Die zeitgenössische Kritik spottete, dass es im „ebenso breiten wie bunten Film drüber und drunter [gehe], und zwar mehr drunter als drüber. Eine Klamotte jagt die andere und diese dann die Leute aus dem Kino. […] Großartig wußte Otto Hanisch viele Vorgänge zu fotografieren, die zu fotografieren sich genaugenommen nicht gelohnt hätte.“
Der film-dienst nannte Jungfer, Sie gefällt mir ein „[t]urbulentes, nicht immer geschmackvolles Spektakel […] Entstanden ist eine polternd derbe, krachlederne Posse, die pausenlos Gags aneinander reiht und sich in lautstarken Unverbindlichkeiten gefällt. Einzig Wolfgang Kieling und Rolf Ludwig bestechen in den Rollen von Dorfrichter Adam und Schreiber Licht und dürfen ihrem komödiantischen Affen Zucker geben“
Cinema nannte den Film „arg überdreht“, während andere Kritik ihn als „grobe und verjuxte Version“ des zugrundeliegenden Lustspiels bezeichneten.